# 크래쉬 밴디쿳
《크래쉬 밴디쿳》(Crash Bandicoot)은 플랫폼 비디오 게임 시리즈이다. 앤디 개빈과 제이슨 루빈이 소니 컴퓨터 엔터테인먼트를 위해 너티 독에서 일하는 동안 개발하였으며, 본래 플레이스테이션 독점작이다. 너티 독에서의 콘셉트를 따라 이 시리즈는 여러 플랫폼에서 등장하며 다양한 개발자와 수많은 장르에 걸쳐있다. 이 시리즈는 총 18개의 게임이 있으며 전세계에 50,000,000개 이상의 사본을 판매하였다.
이 게임은 오스트레일리아 남부에 위치한 움파 제도(Wumpa Islands)에 주로 배경을 두고 있으며, 다른 지역들도 일반화되어 있다. 이 시리즈의 주 게임은 대체적으로 플랫폼 게임이지만 일부는 각기 다른 장르의 외전판으로 구성된다. 이 시리즈의 주인공은 크래쉬라는 이름의 의인화된 반디쿠트이며, 움파제도에서의 고요한 삶은 크래쉬를 만들었으나 그를 죽이고자 하는 게임의 주요 반동자인 닥터 네오 코텍스에 의해 종종 제지를 받는다. 대부분의 게임에서 크래쉬는 코텍스를 무찌르며 전세계를 지배하려는 그의 계획을 좌절시킨다.

## 역사
| 1996 | 크래쉬 밴디쿳                                                                   |
| 1997 | 크래쉬 밴디쿳 2: 코텍스 스트라이크 백                                           |
| 1998 | 워프드                                                                          |
| 1999 | 크래쉬 팀 레이싱                                                                |
| 2000 | 크래쉬 배쉬                                                                     |
| 2001 | 크래쉬 밴디쿳: 마왕의 부활                                                      |
| 2002 | 크래쉬 밴디쿳: 거대한 모험                                                      |
| 2003 | 크래쉬 밴디쿳 2: 엔트랜스드                                                     |
| 2003 | 크래쉬 니트로 카트                                                              |
| 2004 | Crash Bandicoot Purple: Ripto's Rampage and Spyro Orange: The Cortex Conspiracy |
| 2004 | Crash Twinsanity                                                                |
| 2005 | 크래쉬 태그 팀 레이싱                                                           |
| 2006 | 크래쉬 붐뱅!                                                                    |
| 2007 | 크래쉬 오브 더 타이탄                                                           |
| 2008 | en:Crash: Mind over Mutant                                                      |
| 2008 | 크래쉬 밴디쿳 니트로 카트 3D                                                    |
| 2009 | 크래쉬 밴디쿳 돌연변이섬                                                        |
| 2010 | 크래쉬 밴디쿳 니트로 카트 2                                                     |
| 2011 |                                                                                 |
| 2012 |                                                                                 |
| 2013 |                                                                                 |
| 2014 |                                                                                 |
| 2015 |                                                                                 |
| 2016 |                                                                                 |
| 2017 | 크래쉬 밴디쿳 엔세인 트릴로지                                                   |
| 2018 |                                                                                 |
| 2019 |                                                                                 |
| 2020 | 크래쉬 밴디쿳 4: 잇츠 어바웃 타임                                               |

1996년부터 2000년 동안 플레이스테이션독점이었다.
2001년부터 2006년까지는 여러 플랫폼으로 옮겨심겼다.
2007년부터 2010년까지는 게임다시설계가 이루어졌다.
2011년부터 2016년까지는 게임개발의 휴지기가 있었다.

## 반응
| 게임                 | 게임랭킹스                                                        | 메타크리틱                                   |
| -------------------- | ----------------------------------------------------------------- | -------------------------------------------- |
| 크래쉬 밴디쿳        | (PS1) 80.40%                                                      | —                                            |
| 코텍스 스트라이크 백 | (PS1) 88.54%                                                      | —                                            |
| 워프드               | (PS1) 89.07%                                                      | (PS1) 91                                     |
| 팀 레이싱            | (PS1) 91.78%                                                      | (PS1) 88                                     |
| 배쉬                 | (PS1) 71.27%                                                      | (PS1) 68                                     |
| 마왕의 부활          | (Xbox) 70.48% (PS2) 70.12% (GC) 63.01%                            | (Xbox) 70 (PS2) 66 (GC) 62                   |
| 거대한 모험          | (GBA) 78.82%                                                      | (GBA) 78                                     |
| N-Tranced            | (GBA) 75%                                                         | (GBA) 75                                     |
| 니트로 카트          | (GBA) 69.71% (PS2) 67.02% (Xbox) 65.98% (GC) 63.19% (NGE) 58.56%  | (GBA) 77 (Xbox) 70 (PS2) 69 (GC) 66 (NGE) 64 |
| Ripto's Rampage      | (GBA) 64.20%                                                      | (GBA) 67                                     |
| Twinsanity           | (Xbox) 68.84% (PS2) 66.20%                                        | (Xbox) 66 (PS2) 64                           |
| 태그 팀 레이싱       | (Xbox) 68.39% (PS2) 68.25% (PSP) 68.12% (GC) 66.65%               | (Xbox) 69 (PSP) 68 (PS2) 66 (GC) 66          |
| Boom Bang!           | (NDS) 42.45%                                                      | (NDS) 37                                     |
| 크래쉬 오브 타이탄   | (NDS) 72.00% (PS2) 71.86% (Wii) 71.03% (PSP) 70.00% (X360) 64.79% | (NDS) 73 (PS2) 70 (Wii) 69 (X360) 65         |
| Mind Over Mutant     | (PS2) 74.60% (Wii) 71.79% (X360) 61.94% (PSP) 54.75% (NDS) 48.55% | (PS2) 73 (Wii) 70 (X360) 60 (NDS) 45         |

《크래쉬 밴디쿳》 시리즈는 상업적으로 성공하였다. 2007년 기준으로, 이 시리즈는 통틀어 전세계적으로 50,000,000본 위로 팔아냈다. 가마수트라에 따르면 2003년 11월 기준으로 최초의 크래쉬 밴디쿳 게임은 6,800,000 본이 판매되었으며, 이는 전시대 베스트셀링 플레이스테이션 게임 중 7위를 차지한다. 코텍스 스트라이크 백은 미국에서만 3,870,000본이 판매되었으며, 워프드는 3,760,000본이 판매되었다. 플레이스테이션콘솔의 마지막 두 게임 크래쉬 팀 레이싱과 크래쉬 배쉬는 미국에서 따로 1,900,000본과 1,600,000본이 판매되었다. 크래쉬 밴디쿳 : 마왕의 부활은 미국에서 1,950,000본이 팔리였다.